# Li Kui (légiste)
Pour les articles homonymes, voir Li Kui.

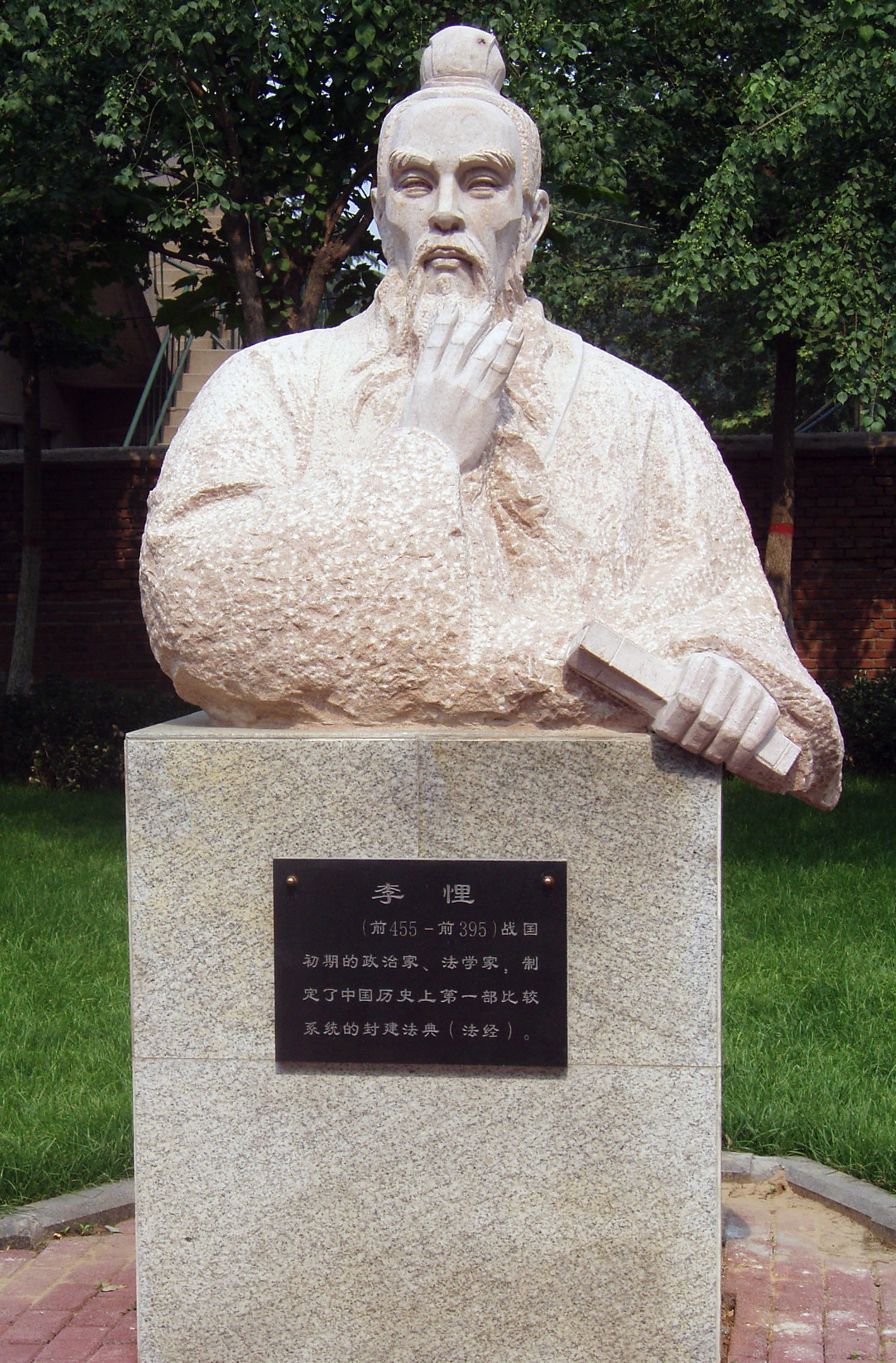
Statue de Li Kui

Li Kui (李悝, né vers -455 et mort vers -395) est un ministre de la Chine archaïque, et un conseiller de la cour du marquis Wen de Wei (魏文侯, -403 à -387) dans l'État de Wei, au début de la période des Royaumes combattants.
En -407, il écrit le Livre de la Loi (Fajing, 法经), qui va servir de base au corpus de lois des dynasties Qin et Han. Cette œuvre a une influence profonde sur des ministres d'état Qin tel que Shang Yang, qui élabore les fondements de la philosophie autoritaire du légisme.
Avec son contemporain Ximen Bao, il supervise les projets de construction de canal et d'irrigation dans l'État de Wei.